# Liste der Kulturdenkmäler in Koblenz-Niederberg
In der Liste der Kulturdenkmäler in Koblenz-Niederberg sind alle Kulturdenkmäler im Stadtteil Koblenz-Niederberg der rheinland-pfälzischen Stadt Koblenz aufgeführt. Grundlage ist die Denkmalliste des Landes Rheinland-Pfalz (Stand: 28. Juni 2023).
Die Kulturdenkmäler sind Teil des seit 2002 bestehenden UNESCO-Welterbes Oberes Mittelrheintal.

## Einzeldenkmäler
| Bezeichnung                            | Lage                                    | Baujahr         | Beschreibung | Bild                           |
| -------------------------------------- | --------------------------------------- | --------------- | --- | ------------------------------ |
| Katholische Pfarrkirche St. Pankratius | Arenberger Straße Lage                  | 1802–06         | Saalbau, 1802–06, 1959 erweitert; zugehörig Pfarrhaus (Arenberger Straße 147), Putzbau, 1861, Architekt Hermann Nebel, Koblenz                                                                                  | weitere Bilder Fotos hochladen |
| Kriegerdenkmal 1914/18 und 1939/45     | Arenberger Straße Lage                  |                 | Sandsteinstele, helmartiger Abschluss mit monumentalem Eisernem Kreuz, bezeichnet Franz Lahnstein, Steinmetzmeister                                                                                             | Fotos hochladen                |
| Hofanlage                              | Arenberger Straße 126 Lage              | 17. Jahrhundert | Fachwerkhaus, teilweise massiv, 17. Jahrhundert; dreigeschossige Scheune, teilweise Fachwerk, 19. Jahrhundert                                                                                                   | Fotos hochladen                |
| Ruinenmauern                           | Arenberger Straße, bei Nr. 164 Lage     | 18. Jahrhundert | Ruinenmauern, wohl Reste einer Zehntscheuer oder eines Kelterhauses, 18. Jahrhundert, im Kern möglicherweise mittelalterlich                                                                                    | Fotos hochladen                |
| Pumpe                                  | Arenberger Straße, vor Nr. 168 Lage     | 19. Jahrhundert | gotisierende Schwengelpumpe, Gusseisen, 19. Jahrhundert | Fotos hochladen                |
| Pumpe                                  | Bornstraße, Ecke Arenberger Straße Lage | 19. Jahrhundert | Schwengelpumpe mit Becken, 19. Jahrhundert | Fotos hochladen                |
| Heiligenhäuschen und Grabkreuz         | Kirchhofweg, auf dem Friedhof Lage      | um 1900         | Heiligenhäuschen, um 1900, darin Kreuzigungsgruppe, Kruzifix mit Korpus in barocken Formen, Maria und Johannes, spätes 19. Jahrhundert; in einer Mauer an der Ellingstraße kleines Basaltkreuz, bezeichnet 1633 | Fotos hochladen                |